# Estación Poroy
La estación Poroy es una estación de trenes ubicada en el pueblo de Poroy, en el distrito homónimo, provincia y departamento del Cusco, Perú. Administrada por la empresa Ferrocarril Trasandino, funciona como la cabecera del ramal Sur Oriente del Ferrocarril del Sur desde donde partían los servicios con rumbo a la ciudad de Quillabamba. Hoy los servicios directos salen a Aguas Calientes es el camino para llegar a las ruinas de Machu Picchu. Este tramo es cubierto por las empresas PeruRail e Inca Rail.

## Servicios
Junto con la estación San Pedro, la estación sirve como cabecera del Tramo Sur Oriente del Ferrocarril del Sur con rumbo a la Estación Aguas Calientes en el distrito de Machu Picchu, provincia de Urubamba. La mayoría de los servicios de la empresa PeruRail parten de esta estación ubicada a 20 minutos de la ciudad del Cusco.